# 拉让蒂耶尔-拉贝塞
拉让蒂耶尔-拉贝塞（法語發音：[laʁʒɑ̃tjɛʁ la bɛse]）是法国上阿尔卑斯省的一个市镇，位于该省东部偏北，属于布里扬松区。

## 历史
该市镇于1791年由原市镇拉让蒂耶尔（Largentière）和拉贝塞（La-Bessée）合并而成，不过合并后的市镇名仍为拉让蒂耶尔。1801年，市镇名拉让蒂耶尔的拼写由Largentière改为L'Argentière。1941年，该市镇更名为今天的拉让蒂耶尔-拉贝塞（L'Argentière-la-Bessée）。

## 地理
拉让蒂耶尔-拉贝塞（44°47'40"N, 6°33'33"E）面积64.55 平方千米，位于法国普罗旺斯-阿尔卑斯-蓝色海岸大区上阿尔卑斯省，该省份为法国东南部内陆省份，北起萨瓦省，西北接伊泽尔省，西南接德龙省，南至上普罗旺斯阿尔卑斯省，东北部与意大利接壤。
与拉让蒂耶尔-拉贝塞接壤的市镇（或旧市镇、城区）包括：尚波莱翁、弗雷西尼耶尔、皮圣樊尚、拉罗什德拉姆、圣马丹德凯里耶尔、莱维尼欧、瓦卢伊斯-佩尔武。
拉让蒂耶尔-拉贝塞的时区为UTC+01:00、UTC+02:00（夏令时）。

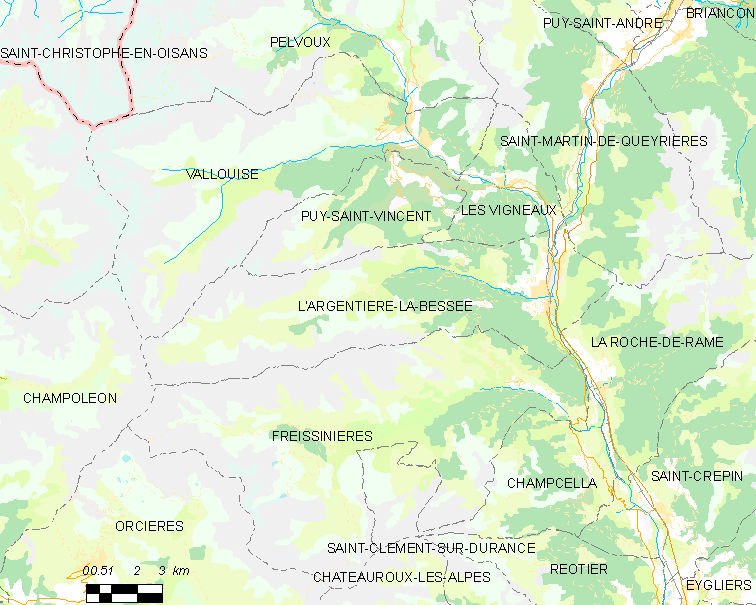
拉让蒂耶尔-拉贝塞的OSM定位图

## 行政
拉让蒂耶尔-拉贝塞的邮政编码为05120，INSEE市镇编码为05006。

## 政治
拉让蒂耶尔-拉贝塞所属的省级选区为拉让蒂耶尔-拉贝塞县。

## 人口

1962-2008年间拉让蒂耶尔-拉贝塞人口变化图示

拉让蒂耶尔-拉贝塞于2022年1月1日时的人口数量为2278人。